# نسيت من أكون (رواية)
نسيت من أكون هي رواية للكاتبة الإماراتية نجاة المرزوقي. حازت الرواية الصادرة عام 2017 عن طريق دار كُتّاب للنشر والتوزيع على جائزة الإمارات للرواية، وتتناولُ قصة مؤلمة تنشأ في ظل نشوب حرب بين الوالدين، والتي تنعكس تأثيراتها القاسية على حياة الأبناء.

## المؤلِّفة
نجاة المرزوقي (مواليد 1994) هي كاتبة إماراتية وخريجة كليات التقنية العليا في تخصص إدارة المعلومات الصحية. صدرت أول رواية لها بعنوان «إليك» عام 2016 عندما كانت في عمر 21 عامًا، ولاقت روايتها الثانية «نسيتُ من أكون» التي حصلت على المركز الثاني في جائزة الإمارات للرواية عام 2017 نجاحًا محليًا كبيرًا، وبفضلها عُرفت داخل الإمارات وفي عددٍ من الدول العربيّة.
تجمعُ المرزوقي في رواياتها بين الأبعاد الرمزية والواقعية والطموحات المتشابكة في بنية السرد والتقنية، وذكرت في أحدِ اللقاءات الأدبيّة أنها تستخدمُ معجمها اللغوي ومخزونها الثقافي وقلمها لرسم صورة متناغمة مع مشاعر وأحاسيس البشر. تحرصُ المرزوقي كذلك على المشاركة في الملتقيات الثقافية، وتسليط الضوء على الثقافة الأدبية في المجتمع الإماراتي. تُعَد نجاة المرزوقي واحدة من الكتّاب الشباب في الإمارات، والتي تتناولُ في مواضيعها تجسيد المشاعر والتجارب الإنسانية وغيرها من المواضيع التي تُعالجها.

## القصّة
تُعالج هذه الرواية قصة أحد التوأمين الذان يعانان من آثار الحرب الدموية، حيث تستمر هذه الآثار في التأثير على حياتهما حتى بعد انتهاء النزاع وتهدأ الأمور. يتمحور السرد حول الصوت الداخلي للبطلة اليتيمة، حيث تحكي قصة حياتها والصعوبات التي واجهتها في ظل هذه الحرب القاسية، وتُركّز بشكلٍ وُصفَ بالمؤثر على قضايا مثل الخسارة والتشوه النفسي والصمود في مواجهة الصعاب.

## الاستقبال
اعتُبرتَ رواية نسيت من أكون إحدى الروايات التي سلَّطت الضوء على الآثار النفسية والاجتماعية للحروب وتأثيرها العميق على حياة الأفراد، وفي بعضِ مراجعاتها أشاد بعض النقاد الأدبيين بمزج الرواية بين الواقعية والمأساة، كما ألقت الضوء على أهمية التحمل والتكيف في مواجهة المحن والمصاعب. رأى نقادٌ آخرون أنّ قدرة نجاة المرزوقي في استحضار العواطف وتقديم رؤية شاملة للتجارب الإنسانية ساهمَ في النجاح المحلي الذي حظيت به الرواية داخل الإمارات العربية والمتحدة وبعض الدول الخليجية وهو ما ساهم وعزز من تتويجها بجائزة الإمارات للرواية.